# 宽唇神香草
宽唇神香草（学名：Hyssopus latilabiatus），为唇形科神香草属下的一个植物种。